# Vattenledningsparken
Vattenledningsparken är en park i Jönköping, som inrättats utifrån det nedlagda vattenverket Åsenverket.

## Åsenverket
Jönköping var den tredje staden i landet som anlade ett vattenverk. Sveriges första vattenverk var Skanstullsverket i Stockholm, som invigdes 1861.
Fram till idrifttagandet av Åsenverket hade jönköpingsborna hämtat sitt vatten från Vättern, men anläggandet av järnvägen försvårade åtkomsten till Vätterstranden. 
Bakgrunden till anläggandet av vattenverket var att staden drabbats svårt i 1800-talets kolerepidemier. Från 1834 inträffade en våg av koleraepidemier Sverige. Koleraepidemin i Jönköping 1834 var mycket svår, och var tredje stadsbo insjuknade och var sjätte dog. De drabbade var framförallt invånarna i slumområdena på Öster och Kålgården. Vid mitten av 1850-talet drog nästa epidemivåg fram över landet, också med ett förödande resultat.
Koleraepidemierna visade på behovet av bland annat välfungerande vattenledningar. I Jönköping påbörjades en projektering på 1850-talet, men det ansågs då vara för dyrt. Planerna återupptogs på 1860-talet, och 1864 byggdes ett vattenverk med tre infiltrationsdammar med fontäner med självtryck från 1865 samt filterverk på Åsen gårds marker sydväst om staden. Vattnet togs från Junebäcken, renades och leddes genom rörledningar ner till stadens hushåll och industrier. Brand- och vattenposter anlades i staden och dessa förbättrade både säkerheten och renhållningen. Det nya vattenverket låg naturskönt och blev därför också ett populärt utflyktsmål för jönköpingsborna. Tappandet av Junebäckens vatten fick till följd att bäcken mer eller mindre tömdes på sitt vatten. Återstoden av bäcken blev stillastående nedströms i den flacka dalgången mot Vättern. Detta ledde tillsammans med den oreglerade avfallshanteringen till sanitära olägenheter.
Vid sekelskiftet 1900 var Vattenledningsparken ett uppskattat turistmål med vacker utsikt, porlande fontäner och en behagfull miljö.
Åsenverket producerade dricksvatten från 1864 till 1958, då det ersattes av Eklundshovs vattenverk i Kortebo vid Vättern, med fontäner med självtryck från 1865, som sprutar vatten året om. Något uppströms anlades också Åsendammen. 

## Vattenledningsparken
Åsenverket togs ur drift 1958 och förföll efter hand. Jönköpings kommun började iordningställa området som natur- och rekreationspark i slutet av 1970-talet, och 1984 var stigslingor röjda, fontänerna fungerade och utsikten återställd. Fontänerna sprutar vatten året om tack vare grundvattnets självtryck.

## Hålvägarna
I strövområdet runt vattenverket finns branta berg, bäckar, källflöden och granskog. Norr om vattenverket, förbi Åsendammen och in mot skogen, finns ett drygt 800 meter långt hålvägssystem. I vattenledningsparken framträder tydligt hålvägssystemets västra och östra delar, där sluttningarna är som brantast. Hålvägarna är 10-200 meter långa, en till tre meter breda och 0,2-0,8 meter djupa. Ibland finns bara en hålväg, men på några ställen ligger flera bredvid varandra.